# 徳留祐太
徳留 祐太（とくどめ ゆうた、1965年1月6日 - ）は、日本のマルチプロデューサー、教育研究・評論家。

## 概要
福岡県福岡市出身。
福岡県立城南高等学校卒業後に上京。
　自ら、アーティスト・俳優・タレント等としての経歴を持ち、その後プロデュース業に移行するとともに、新人開発やマネージメント、並びに各メディアにおける企画・制作・キャスティング等の業務を行う。
　また、芸能以外の一般企業からもコンサルタントとして人材育成やマネージメント、及びプロモーションのノウハウに対するオファーを受け、マルチプロデューサーとして展開する。
　その一環として、日本の少子化問題に伴う入学志願者減少に悩む全国の各大学の教育体系改組やブランド力の向上、並びに文部科学省が推進する大学改革支援事業への対応等、教育研究・評論家、及び学生たちのアドバイザーとしても活動している。
　各分野における本質と問題への着眼点に対する客観視360度の分析力と企画力によるブランディング＆プロデュースワークが特徴。

## 主な経歴
- 1983年　元ムーンライダースのギタリスト椎名和夫のアシスタントとして従事しながら、ミュージシャンとして活動。
- 1986年　俳優陣内孝則の初代アシスタントとして従事しながら、俳優として活動。
- 1991年　バンド「VALENTZ」のギタリスト兼ソングライターとして日本クラウンからCDデビュー。
- 1993年　「伊藤正次演劇研究所」に俳優として所属。その他、雑誌コラムのライター、ラジオ番組パーソナリティー等、マルチタレントとして活動。
- 1994年　個人事務所「ロッカーズ・プロジェクト」設立。プロデューサーとして、企画制作、並びに新人開発を開始。
- 1995年　舞台俳優として活動する傍ら、新人女性アーティスト専門CDレーベル「Girls Sensation[1]」（BMG JAPAN）をプロデュース。
- 1997年　サウンドプロデューサーとしてアニメ・声優企画の音楽制作を担当。
- 2000年　CBC/TBS系（全国26局ネット）TVアニメ『真・女神転生デビチル』のテーマソングをユニット「伊藤奈央 in FIX[2]」のプレイングプロデューサーとして担当。
- 2001年　「一般社団法人日本音楽著作権協会（JASRAC）」入会。
- 2003年　プロダクション「株式会社フロート」入社。一般社団法人日本音楽制作者連盟（FMPJ）の構成員として参加。
- 2006年　「株式会社フロート」退社。
- 2007年　飲食店コンサルティング会社「有限会社サッシュプロジェクト（現：株式会社サッシュ）」特別顧問プロデューサーとして業務提携。
- 2007年　プロデュース会社「株式会社ビッグアイランド」取締役プロデューサーとして業務提携。携帯サイト「魔法のiらんど」の携帯ドラマ企画製作に携わる。
- 2008年　映画製作会社兼プロダクション「株式会社エムシーズエンタープライズ」エグゼクティブ・プロデューサーとして業務提携。劇場公開映画「雷桜」（出演：岡田将生、蒼井優、他／東宝）キャスティング協力。
- 2008年　美容サロン（ヘア＆ネイル）を多数プロデュース。
- 2010年　舞台公演『淑女（レディ）のお作法』（作：高橋いさを）と『ソープオペラ』（作：鈴木裕美、飯島早苗）を銀座みゆき館劇場にて2作品同時上演。主催・企画・総合演出を担当。 女優、タレント「町宮亜子」をマネージメント。
- 2011年　インターネットＴＶ局「Akiba.TV」の番組をプロデュース。 シンガー「AYUMI」をマネージメント。
- 2012年　幼児教育「七田チャイルドアカデミー」の教材をプロデュース。バイオテクノロジー研究開発会社「株式会社ワイズ」プロデューサーとして業務提携。

## 作品

### テレビ
- 恋する時間です（1986年、日本テレビ）
- 独眼竜政宗（1987年、NHK）
- あまえないでヨ！（1987年、フジテレビ）
- 結婚物語（1987年、日本テレビ）
- わかってほしいの（1987年、RKB／TBS）
- 町宮亜子のOshi-Eteア・ゲ・ル（2011年-2012年、Akiba.TV）
- ラッキーセブン（2012年、フジテレビ）
- PRICELESS〜あるわけねぇだろ、んなもん！〜（2012年、フジテレビ）

### 映画
- ちょうちん（1987年、監督：梶間俊一／東映）
- スウィングガールズ（2004年、監督：矢口史靖／東宝）
- デビューしちゃった（2009年、監督：ナカムラチカラ／魔法のｉらんど）
- 交渉人 堂本零時（2010年、監督：宝来忠明／Softgarage）
- 雷桜（2010年、監督：廣木隆一／東宝）

### 舞台
- 外郎売（1995年、作：二代目市川團十郎）
- 父帰る（1995年、作：菊池寛）
- 驟雨（1996年、作：岸田国士）
- パン屋文六の思案（1996年、作：岸田国士）
- 反町ゴールデン銀座商店街（1998年、作：水谷あつし）
- 淑女のお作法（2010年、作：高橋いさを）
- ソープオペラ（2010年、作：鈴木裕美、飯島早苗）

### 楽曲
- IN THE MOOD（1990年、VALENTZ ／日本クラウン）
- FRIDAY ON MY MIND（1990年、VALENTZ ／日本クラウン）
- THE END OF CENTURY IS CRYING（1990年、VALENTZ ／日本クラウン）
- I CAN’T EXPLAIN（1990年、VALENTZ ／日本クラウン）
- パラダイス（1995年、RADICAL HIPS ／BMG JAPAN）
- SHA-LA-LA -安眠志願-（1995年、DAI-DAI／BMG JAPAN）
- さよなら（1995年、とみや／BMG JAPAN）
- TOMORROW COMES（1995年、B.B.C.／BMG JAPAN）
- Soulful Dancing（1995年、REZY BEAT ／BMG JAPAN）
- Naked Moon（1995年、SWEET JUNKEY／BMG JAPAN）
- Why do you asking?（1995年、STONE EDGE／BMG JAPAN）
- Dive Deeper Diving（1995年、PANDORA／BMG JAPAN）
- MISS LONELY（1995年、VIVACE／BMG JAPAN）
- 祈り（1995年、小林絹代／BMG JAPAN）
- もっともっとRadical Fight!（1996年、電脳戦隊ヴギィ’ズ★エンジェル／NECアベニュー）[3]
- 恋のプログラム（1996年、電脳戦隊ヴギィ’ズ★エンジェル／NECアベニュー）[3]
- Wait for me!（1996年、久川綾／バップ）[4]
- 過ぎ去りし悲しみたちへ（1996年、久川綾／バップ）[4]
- 赤いスポーツカー（1996年、久川綾／バップ）[4]
- 鉄橋のある町で（1997年、叫ぶ詩人の会／ポニーキャニオン）[5]
- MY ENERGY（1998年、Radish Roxs／ワーナーミュージック・ジャパン）[6]
- 消えない勇気（1998年、Radish Roxs／ワーナーミュージック・ジャパン）[6]
- 永遠じゃない（1998年、Radish Roxs／ワーナーミュージック・ジャパン）[6]
- アップルティ（1998年、Radish Roxs／ワーナーミュージック・ジャパン）[7]
- 人生手の平返し（1998年、反町ゴールデン銀座商店街／サボテン本舗）
- 夕陽の向こう側（1998年、反町ゴールデン銀座商店街／サボテン本舗）
- MY HOME TOWN（1998年、反町ゴールデン銀座商店街／サボテン本舗）
- Go-Round（2000年、伊藤奈央 in FIX／ポニーキャニオン）CBC/TBS系全国26局ネットTVアニメ「真・女神転生デビチル」OPテーマソング[8]
- アオイトリノヨウニ（2000年、伊藤奈央 in FIX／ポニーキャニオン）[8]
- ZIG-ZAG（2000年、伊藤奈央 in FIX／ポニーキャニオン）[9]
- メモリーズ（2001年、仲山拓海 with “R”／ポニーキャニオン）CBC/TBS系全国26局ネットＴＶアニメ「真・女神転生デビチル」挿入歌[10]
- I CAN FLY（2001年、仲山拓海 with “R”／ポニーキャニオン）[10]
- KAZEの詩（2001年、伊藤奈央 in FIX／ポニーキャニオン）CBC/TBS系全国26局ネットＴＶアニメ「真・女神転生デビチル」挿入歌[11]
- きっと…（2001年、伊藤奈央 in FIX／ポニーキャニオン）CBC/TBS系全国26局ネットＴＶアニメ「真・女神転生デビチル」挿入歌[11]
- 見果てぬ夢（2001年、伊藤奈央 in FIX／ポニーキャニオン）CBC/TBS系全国26局ネットＴＶアニメ「真・女神転生デビチル」挿入歌[12]
- Coming soon（2001年、伊藤奈央 in FIX／ポニーキャニオン）[12]
- 未来へ（2001年、仲山拓実with“R”／ポニーキャニオン）[12]
- The Theme of Black Evil（2001年、仲山拓実with“R”／ポニーキャニオン）[12]
- 勇気という名のもとに（2001年、伊藤奈央 in FIX／ポニーキャニオン）[13]
- missing（2001年、伊藤奈央 in FIX／ポニーキャニオン）[13]
- パラリラ根室（2001年、伊藤奈央 in FIX／根室市観光協会）根室さんま祭りテーマソング
- パラリラ根室〜ユーロミックス〜（2001年、伊藤奈央 in FIX／根室市観光協会）
- 強く抱いて（2001年、GUYZ／スプラッシュ）
- 離したくない（2001年、GUYZ／スプラッシュ）
- 天は赤い河のほとり（2003年、伊藤奈央 in FIX／ファーストスマイルエンターテイメント）ドラマCD主題歌[14]
- ようこそAKIBAへ！（2011年、AYUMI／秋葉原観光推進協会）「秋葉原おもてなしプロジェクト」テーマソング[15]